# 蒙古帝國御璽
蒙古帝國御璽，是蒙古帝国時代其大汗使用的璽，上刻畏兀兒文字。

## 沿革

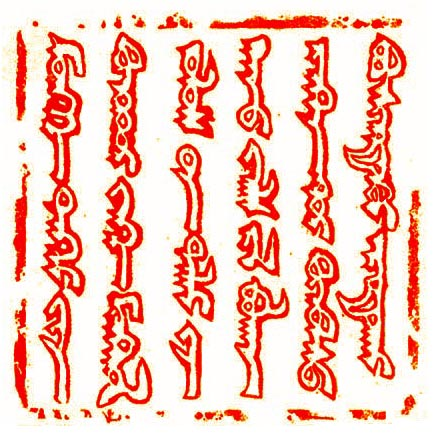
貴由使用的御璽，意思是“凭借长生天的力量，大蒙古国统领四海之可汗圣旨所到之处的顺民和异民，必须敬畏（遵奉）之”，原文為：

蒙古史书中记载成吉思汗登基时，上天赐予“哈斯宝”（玉宝），这则传说也被同时期的吐番和亚美尼亚史书所记录。蒙古帝國第三代可汗貴由給羅馬教宗英諾森四世的回信就使用一方寫有畏兀兒蒙古文的御璽。根據歐洲使者柏郎嘉宾的説法，這玉璽由俄羅斯工匠科兹馬製作獻給貴由汗，而蒙古族学者则认为这枚御玺从成吉思汗时代就开始被蒙古帝国所使用。
該玉璽一直保留在元朝皇室手中，元顺帝北逃时被带回蒙古。而17世纪的蒙古史書《阿萨喇克齐史》曾明确记载，当初岱总汗时失落的象征统治权力的玉玺，直到晚期才由达延汗的后人彻辰汗重新夺回。蒙古汗统滅亡後玉璽不知所踪。
1635年，作為後繼的察哈爾部首領额哲投降后金，一枚小篆文「制誥之寶」也落入清太宗皇太極之手，此璽非元朝常用的疊篆印玺；系其父林丹汗征服右翼蒙古时从顺义王卜失兔手中获得，而这枚来历不明的「制誥之寶」成為皇太極对外宣称统治蒙古部落的象征，日后又成为清朝玉玺之一。经一些投降清朝的汉臣渲染，该印玺被包装成所谓的「传国玉玺」。

外蒙古博克多格根所使用的印璽

20世紀外蒙古獨立時，博克多汗國也有自己的御璽，印璽所用文字從左至右分別為索永布文、傳統蒙古文和八思巴文，意思是「聖潔－博克多汗保持宗教與權威」，以彰顯其藏傳佛教的神權性質，此印從1911年末哲布尊丹巴登基為共戴皇帝，一直使用到其圓寂的1924年，隨後蒙古的君主制被廢除，同年末蒙古人民共和國成立。